# 日直島田
日直島田（にっちょくしまだ、本名：島田ユウキ1988年5月5日 - ）は、日本のYouTuber、パチンコ・パチスロ演者。大阪府出身。身長163cm。血液型は不明。

## 来歴・人物
- 堺市にある大学を5年かけて卒業
- 元々カメラマン、及び編集をやっていた（パチスロ必勝本の水瀬美香の動画にカメラマンとして登場したこともある）
- 前職の経験を活かし出演・撮影・編集一人で行い、関西弁を駆使したマシンガン・トークで台の紹介や批評をする。
- 現在は撮影中のファン対応をしないと明言している（遠方や持病があってホールに来れない人のためと語っている。女優の今田美桜または今田美桜より可愛いと思っている女性は可とのこと）。
- 2022年に一度引退、引退期間中に世界一周旅行をした結果「パチンコ・パチスロが一番おもろい」と復帰した。

## 出演

### ウェブ
- みんなのパチンコフェス2023（2023年11月2日、3日、4日、日本遊技機工業組合／KIBUN PACHI-PACHI委員会）[1]